# 警告色

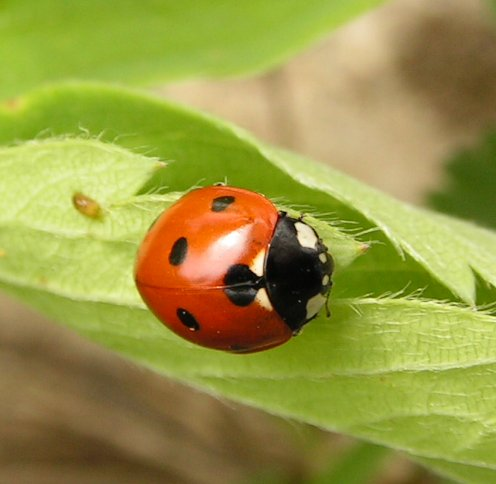
警戒色の例
（ナナホシテントウ Coccinella septempunctata）

警告色（けいこくしょく、英: Warning colouration; Aposematism）は、生物がもつ派手な体色のことをいう。警戒色、危険色とも言う。主に有毒の生物に見られる色彩であり、捕食者など自分に害を及ぼす他の生物に対する警告の役目を担う。動物、植物を問わず、更には人間の社会生活にまで広く応用されている。

## 概要

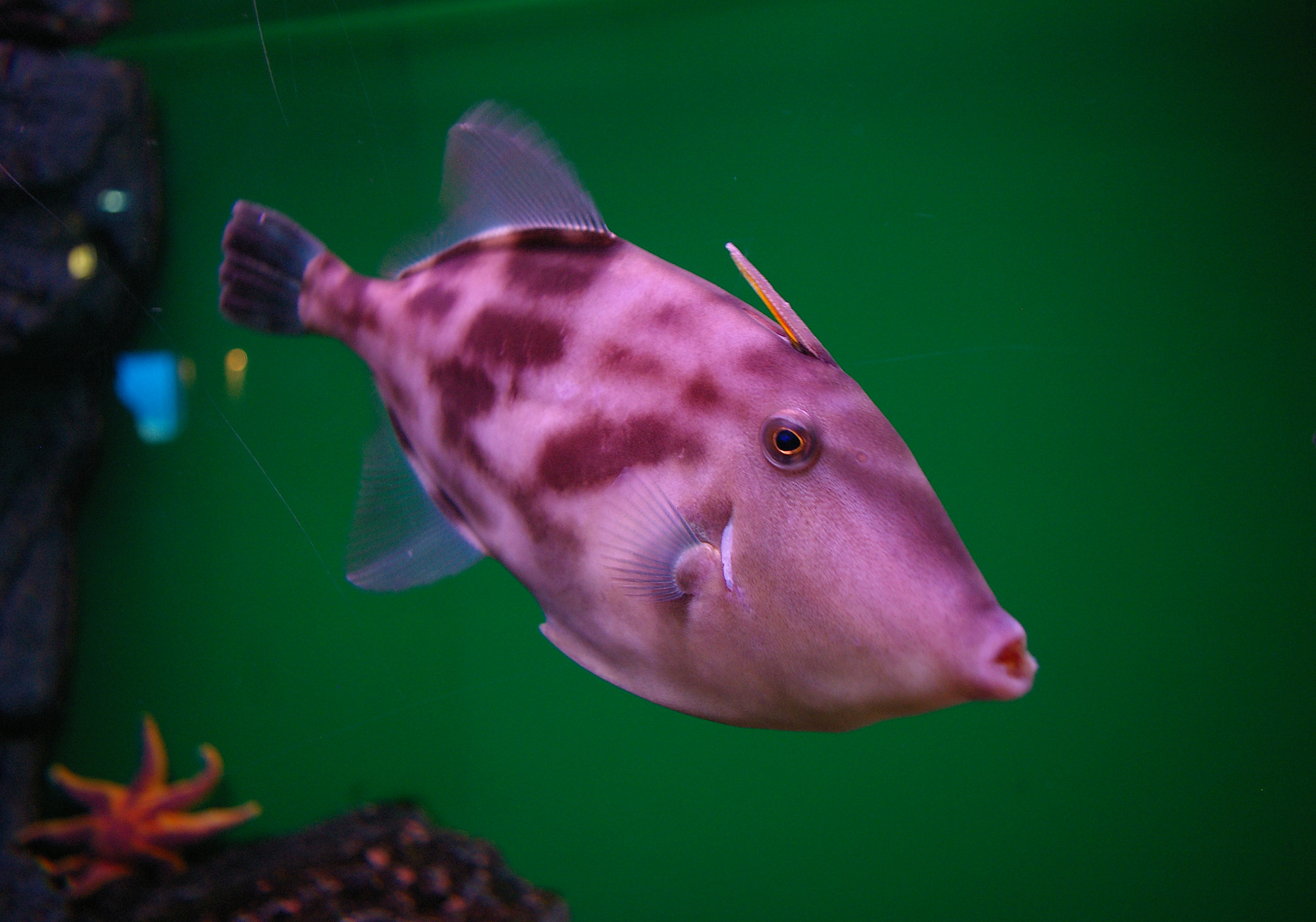
ウマヅラハギ。無毒で、美味。目立たない色をしている。
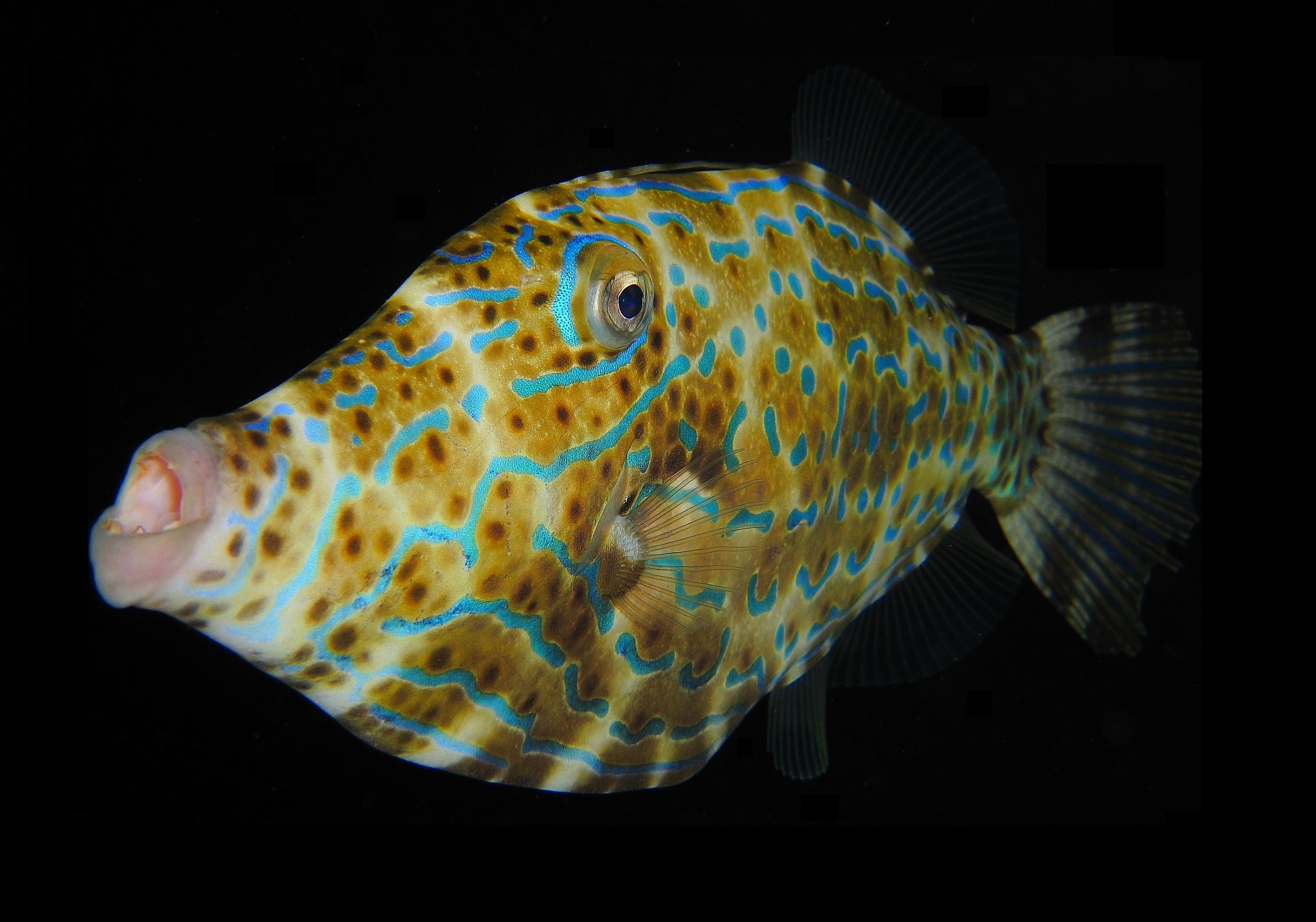
ソウシハギ。内臓に猛毒を含む。わざと目立つ色をしている。

多くの生物は、保護色を備えたり他の物に偽装する擬態を行うなどして、外敵から身を隠している。それに対し警告色を持つ生物は、敢えて外敵に目立ちやすい体の色や模様を持つことにより、自身に手を出すと危険が及ぶぞと警告を発し、自身の安全を確保するものと考えられている。それらの多くは、実際に毒を持っていたり、不快な味や臭いの元となる化学物質を含んでいたりする。
これは、敢えて目立つことによって外敵・捕食者に嫌な思いと体色を結びつけて覚え込ませることが目的であると言われる。つまり、最初に出会った時に手を出して不快な記憶が残ると、捕食者の攻撃意欲が低下し、警告側が捕食され難くなるという戦略である。類似の現象としては、有毒な動物が目立つ姿勢をしたり耳障りな音を立てたりする例がある。これらも捕食者に見つかりやすくなることで、相手に敬遠させることを企図したものと思われる。
なお、用語としては警戒色が古く、現在でもこちらが広く使われるようである。しかし、英語のWarning colourationに対する訳語としては不自然である点などから、現在は専門分野では警告色を正しい訳語としている。

## 具体例
警告色を持つ代表的な動物にはテントウムシ、アカハライモリ、ヤドクガエル科、サンゴヘビ属、ヒョウモンダコなどがいる。
このような動物の中には、敵に襲われた時に特に目立つ部分を更に目立たせるような行動を取るものがいる。例えばイモリやスズガエルは敵に襲われるとひっくり返り、派手な色をしている腹面をさらけ出す。これは警告色の効果を更に高めるための行動と考えられる。

## 擬態との関係
アシナガバチやスズメバチは、いずれも黄色と黒の縞模様を持つ。このように、有毒な種が複数いて、それらが共通した派手な色や模様を持っている場合、これらをミューラー型擬態という。これは、複数種が同じ姿をすることで、敵に覚えてもらうためのモデルの数が（即ち敵に襲われる個体の数が）相対的に少なくて済み、また敵側が痛い目に遭う体験の確率も相対的に高くなることが利点であると考えられる。
また有毒ではないものの、有毒な動物の警告色に自分の体色を似せることで、撃退の効果にあやかろうとしている形態も見られる。これをベイツ型擬態（標識的擬態）という。トラカミキリやウシアブなどが色や模様をハチに似せ、あたかも毒を持っているように見せかけることに成功している。ハナアブはどこにでも生息する大変身近な昆虫で、花に飛来したり、飛ぶ際に「ぶんぶん」という音を放つなど習性や外見がミツバチと似ている（よく花壇などで「ハチがいる」などと警戒されることがあるが、実はハナアブであったという場合も多い）。

## 人間工学への応用

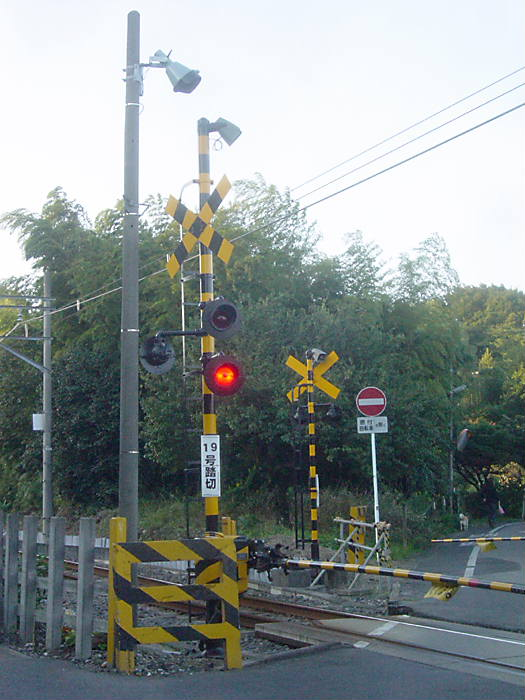
警告色で彩られた踏切

安全色彩として利用されている。警告色は、人間工学や身近な分野でも利用される。
例えば、道路用の信号機では、「停止」を意味する色に赤を、「もうすぐ停止信号に変わる」を意味する色に黄色を用いる。鉄道信号の場合、赤は「停止」であるが、黄色は「注意」を意味し、黄色を現示している信号機の先が停止現示、もしくは警戒現示である場合を示す（先の信号の現示に対する注意とともに、停止現示の信号機の過走防止のための速度制限を示している）。防災気象情報でも、警報に赤を、注意報に黄色を用いる。
赤は血や火などの色味で「危険」を連想させる性質があり、黄色は太陽光の色味に近く、暗い所でも良く見え、「注意」を連想させる性質があることから様々な用途に使用されている。
この他、「赤と白」や「黄色と黒」の組み合わせが用いられる例も多い。これは、白が赤さを引き立たせている点や、黒が黄色さを引き立たせている点に起因する。踏切、工事現場、工場で危険な機械が動作しているエリアなどでは、黄色と黒の組み合わせで危険区域である事を示している。また豪雪地帯では、道路脇に赤と白の組み合わせの棒を立てる事で、積雪の高さを示している。
JIS安全色
JISでは、安全色を規定している。2018年（平成30年）4月にカラーユニバーサルデザインを取り入れたものに改正された。
| 色              | 番号・記号   | 16進    | 色例 | 意味                               |
| --------------- | ------------ | ------- | ---- | ---------------------------------- |
| 赤              | 8.75R 5/12   | #FF4B00 |      | 防火、禁止、停止、不可、危険、緊急 |
| 黄赤 (オレンジ) | 5YR 6.5/14   | #F6AA00 |      | 危険、明示                         |
| 黄              | 7.5Y 8/12    | #F2E700 |      | 警告、注意                         |
| 緑              | 5G 5.5/10    | #00B06B |      | 安全状態、進行                     |
| 青              | 2.5PB 4.5/10 | #1971FF |      | 進行支持、誘導                     |
| 赤紫            | 10P 4/10     | #990099 |      | 放射能                             |

## ギャラリー

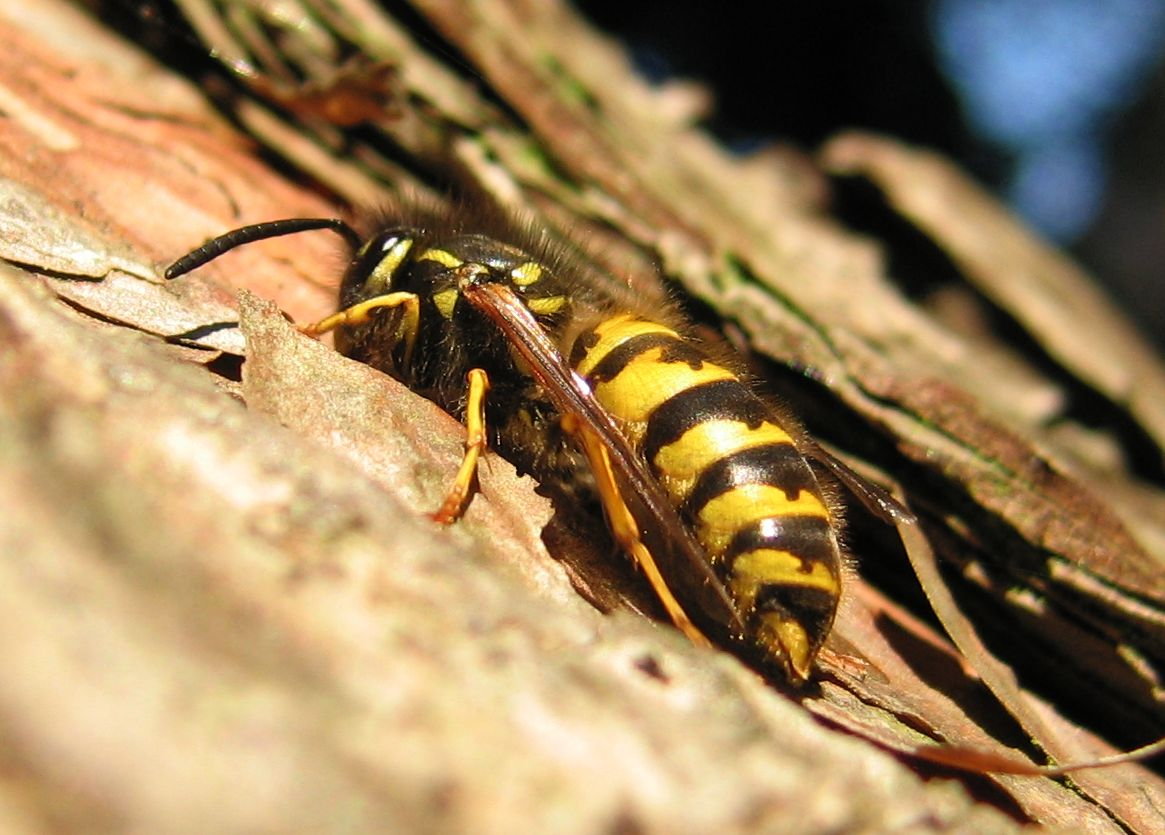
キオビクロスズメバチ Vespula vulgaris
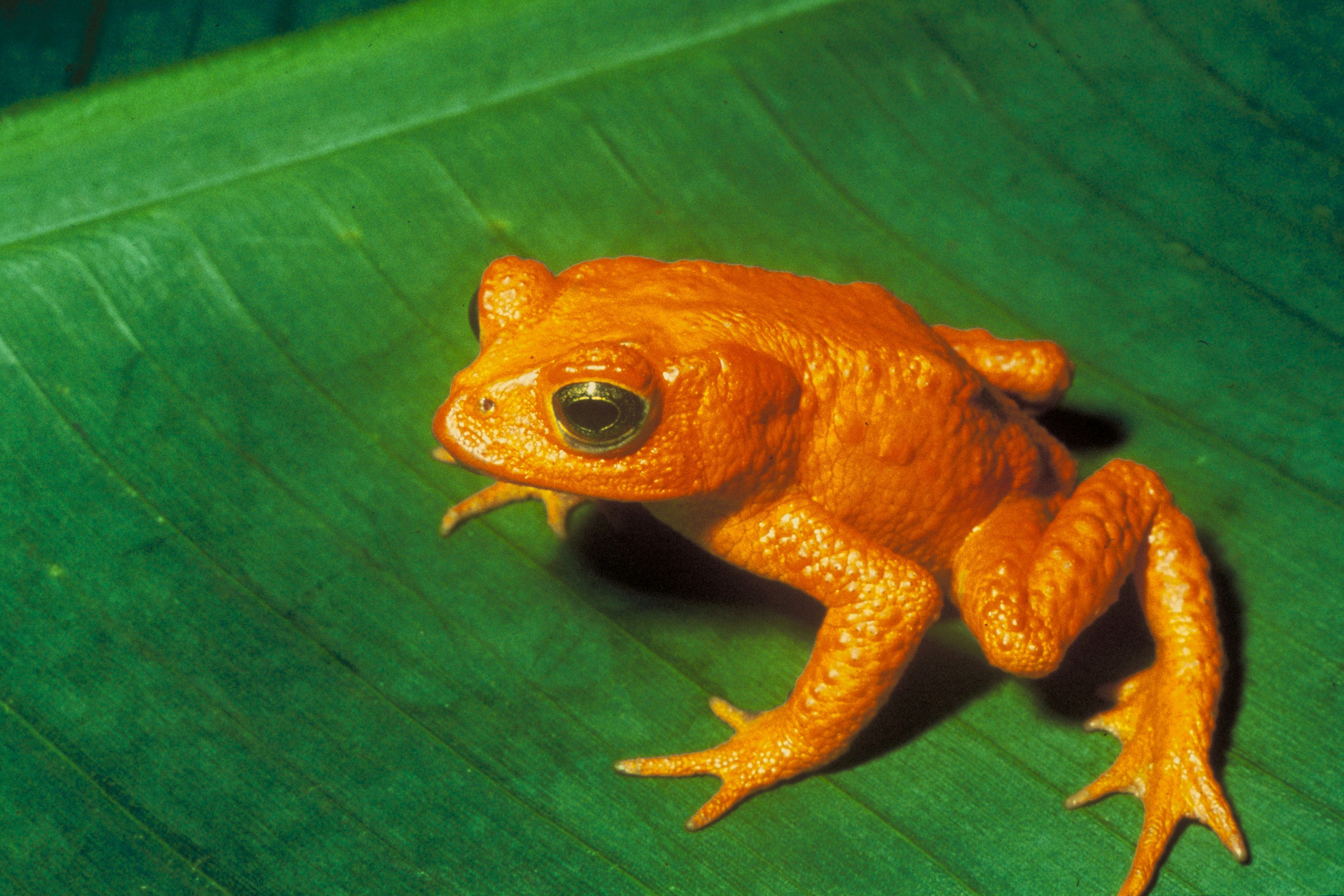
オレンジヒキガエル Bufo periglenes